# Coenosia filipennis
Coenosia filipennis är en tvåvingeart som beskrevs av Lamb 1909. Coenosia filipennis ingår i släktet Coenosia och familjen husflugor. Inga underarter finns listade i Catalogue of Life.